# Modelo climático

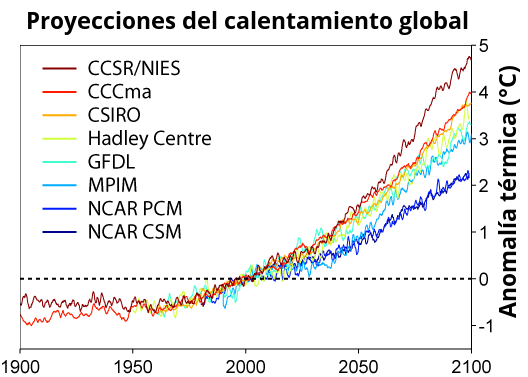
Cálculos del calentamiento global preparados en o antes de 2001 a partir de una gama de modelos climáticos en el escenario de emisiones SRES A2, el cual asume que no se toman medidas para reducir las emisiones en un desarrollo económico regionalmente dividido.

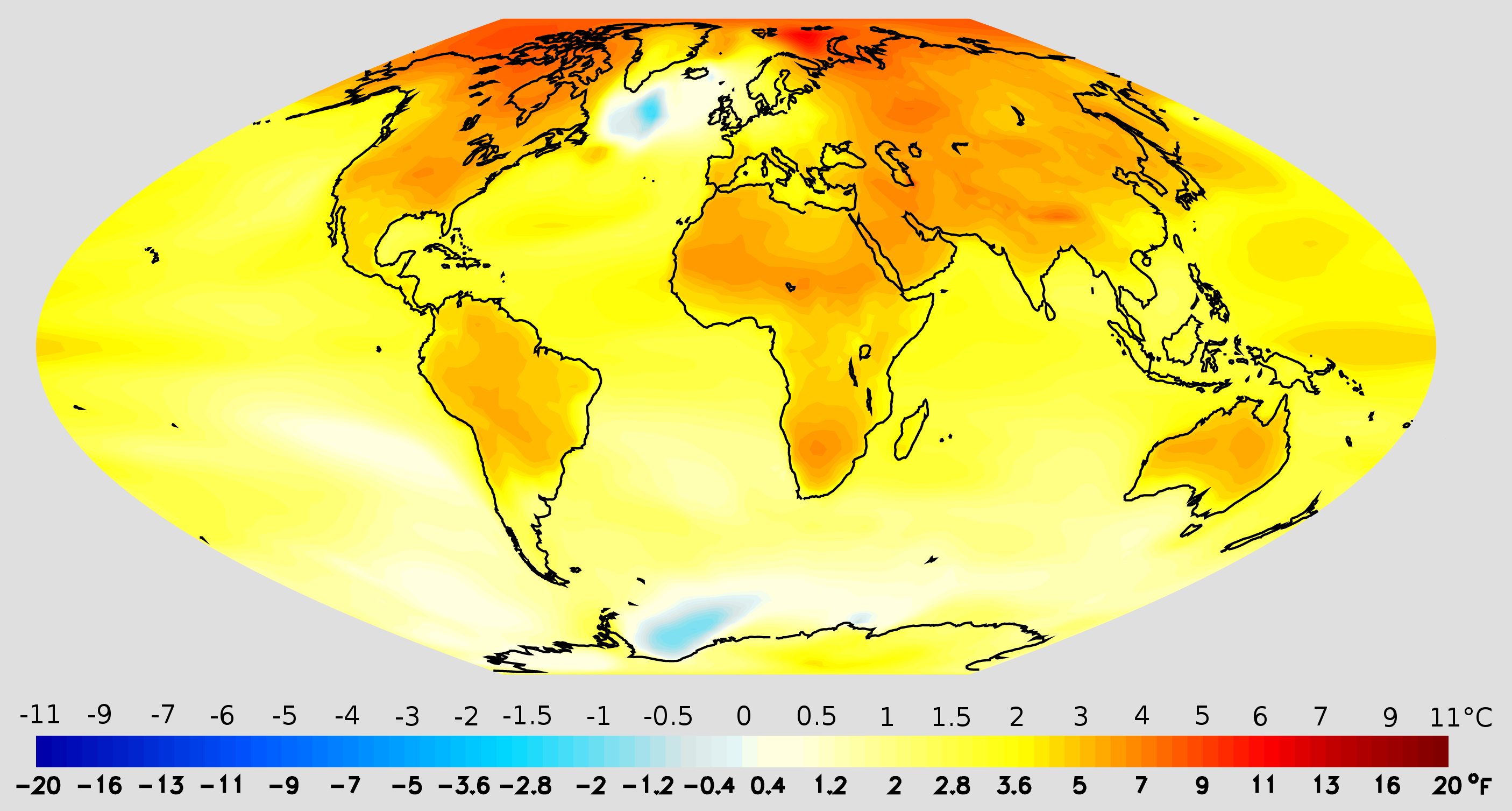
Cambios proyectados en la media anual térmica del aire superficial desde finales del siglo XX hasta mediados del siglo XXI, basado en un escenario de emisiones moderadas (SRES A1B). Este escenario asume que no se adoptarán políticas futuras para limitar las emisiones de gases de efecto invernadero. Crédito de la imagen: NOAA GFDL.

Un modelo climático es una representación de los procesos físicos, químicos y biológicos que afectan el sistema climático. Los modelos climáticos usan métodos de investigación cuantitativa para simular las interacciones de la atmósfera terrestre, los océanos, el relieve terrestre y el hielo. Se utilizan para el estudio de la dinámica del sistema meteorológico y climático para las proyecciones del clima futuro.
Los modelos climáticos se basan en disciplinas científicas como la dinámica de fluidos y la termodinámica, así como los procesos físicos como la transferencia de radiación, es decir la energía entrante a la Tierra como las radiaciones electromagnéticas de onda corta (luz visible y ultravioleta) y la energía saliente de onda larga (infrarroja) proveniente de la radiación electromagnética de la Tierra. Los modelos se pueden usar para predecir un rango de variables tales como el movimiento local del aire, la temperatura, las nubes y otras propiedades atmosféricas; la temperatura, salinidad y circulación del océano; la capa de hielo en tierra y mar; la transferencia de calor y humedad del suelo y la vegetación a la atmósfera; y procesos químicos y biológicos, entre otros.
Los modelos relacionados con la temperatura del planeta predicen una tendencia ascendente en la temperatura superficial y un rápido incremento de la temperatura en altitudes altas. Los modelos no presuponen que el clima se calentará debido al aumento de los niveles de gases de efecto invernadero. En cambio, los modelos predicen cómo los gases de efecto invernadero interactuarán con la transferencia de radiación y otros procesos físicos. El enfriamiento o calentamiento es por tanto un resultado, no un supuesto, de los modelos.
Aunque los investigadores tratan de incluir tantos procesos como sea posible, las simplificaciones del sistema climático real son inevitables debido a la complejidad de los mismos, las restricciones del poder computacional disponible y las limitaciones en el conocimiento del sistema climático. Los resultados de los modelos también pueden variar debido a diferentes ingresos de gases de efecto invernadero y la sensibilidad climática del modelo. Por ejemplo, la incertidumbre de las proyecciones de 2007 del IPCC es causada por (1) el uso de múltiples modelos con diferentes sensibilidades a las concentraciones de GEI, (2) el empleo de diferentes estimaciones de las emisiones humanas futuras de GEI, y (3) las emisiones adicionales de retroalimentaciones climáticas que no fueron consideradas en los modelos usados por el IPCC para preparar su informe, a saber, la liberación de GEI procedentes del permafrost. Las nubes y sus efectos son especialmente difíciles de predecir. Mejorar la representación de las nubes en los modelos es por tanto un tema importante en la investigación actual. Otro asunto importante es expandir y mejorar las representaciones del ciclo del carbono. Los modelos pueden oscilar desde relativamente simples a muy complejos: desde simples cálculos de la temperatura radiativa que tratan a la Tierra como un punto más, pasando por expansiones verticales (modelos radiativo-convectivos) u horizontales (modelos de balance de energía), hasta modelos climáticos globales acoplados atmósfera-océano-banquisa (hielo del mar).
Los modelos también se utilizan para ayudar a investigar las causas del cambio climático reciente al comparar los cambios observados con aquellos que los modelos proyectan a partir de diversas causas naturales y humanas. Aunque estos modelos no atribuyen inequívocamente el calentamiento que se produjo a partir de aproximadamente 1910 hasta 1945 a la variación natural o la acción del ser humano, sí indican que el calentamiento desde 1970 está dominado por las emisiones de gases de efecto invernadero producidas por el ser humano.
El realismo físico de los modelos se prueba mediante el examen de su capacidad para simular climas contemporáneos o pasados. Los modelos climáticos producen una buena correspondencia con las observaciones de los cambios globales de temperatura durante el siglo pasado, pero no simulan todos los aspectos del clima. Los modelos climáticos utilizados por el IPCC no predicen con exactitud todos los efectos del calentamiento global. El deshielo ártico observado ha sido más rápido que el predicho. La precipitación aumentó proporcionalmente a la humedad atmosférica y por lo tanto significativamente más rápido que lo predicho por los modelos del clima global. Desde 1990, el nivel del mar también ha aumentado considerablemente más rápido que lo predicho por los modelos.

## Modelos adimensionales
Es posible obtener modelos climáticos relativamente simples. Un modelo particularmente simple para el equilibrio radiativo de la Tierra que relaciona la energía recibida del Sol con la energía reemitida por la Tierra al espacio está basado en la igualdad entre radiación entrante y saliente:
| Símbolo                                | Nombre | Valor       | Unidad        |
| -------------------------------------- | --- | ----------- | ------------- |
| {\displaystyle (1-a)S\pi r^{2}}        | Representa la energía de entrada desde el Sol |             |               |
| {\displaystyle 4\pi r^{2}\sigma T^{4}} | Representa la energía de salida de la Tierra, calculado de la ley de Stefan-Boltzmann asumiendo una temperatura radiativa constante, T, que debe ser hallada |             |               |
| {\displaystyle S}                      | Intensidad de la radiación solar irradiancia de entrada por unidad de área o constante solar                                                                 | 1370        | W / m2        |
| {\displaystyle a}                      | Promedio de albedo de la Tierra | 0,37 a 0,39 |               |
| {\displaystyle r}                      | Radio de la Tierra | 6.371E6     | m             |
| {\displaystyle \sigma }                | Constante de Stefan-Boltzmann | 5.67E-8     | J / (m2 s K4) |

A partir de la relación anterior, cancelando el factor común, πr2 y buscando la temperatura de equilibrio se llega a:

{\displaystyle T=\left[{\frac {S}{4\sigma }}(1-a)\right]^{1/4}}

que da un valor de 246 a 248 K — cerca de -27 a -25 °C — para los promedios de temperatura de la Tierra T: es aproximadamente de 35 K más frías que las temperaturas superficiales de 282 K. Esto se debe primariamente a que la ecuación de arriba intenta representar la temperatura radiativa de la tierra, y el nivel radiativo promedio es conocido por encima de la superficie. La diferencia entre las temperaturas radiativas y superficiales es el efecto invernadero natural.
Este modelo muy simple es bien instructivo, y el modelo único puede ajustar en una página. Pero produce un resultado del que no se está interesado en temperatura radiativa; más que la más usada temperatura superficial, que también tiene al albedo como una constante, sin caminos para "predecirlo" dentro del modelo.
Utilizando esta simple fórmula, el cambio porcentual de la cantidad media de cada parámetro, considerados independientes, para provocar un cambio de un grado Celsius en la temperatura media de la Tierra en estado de equilibrio es de la siguiente manera:
- Constante solar 1,4%
- Albedo 3,3%
- Eficiencia de emisión 1,4%

El promedio de la emisividad de la tierra es fácil estimar a partir de los datos disponibles. Las emisiones de la superficie terrestre se encuentran en el rango de 0,96 a 0,99 (con excepción de algunas pequeñas zonas del desierto que pueden ser tan bajas como 0.7). Las nubes, sin embargo, que cubren aproximadamente la mitad de la superficie de la tierra, tienen un promedio de emisiones de aproximadamente 0,5 (que debe ser reducido por la cuarta potencia de la relación de la temperatura absoluta a la nube con la temperatura media absoluta de la) y una temperatura media de las nubes de alrededor de 258 K (-15 °C, 5 °F). Teniendo en cuenta todo esto adecuadamente resulta una eficiencia de emisión terrestre alrededor de 0,64 (temperatura media terrestre de 285 K (12 °C, 53 °F)).
Este simple modelo determina fácilmente el efecto de los cambios en la energía solar de salida o cambios en el albedo de la tierra o la eficiencia de emisión de la temperatura de la Tierra. Los modelos adimensionales no tratan la distribución de temperatura en la tierra o los factores que mueven la energía sobre la tierra.

## Modelos radiativos-convectivos
El modelo adimensional anterior, utilizando la constante solar y de temperatura media dada de la tierra, determina la eficiencia de emisión de onda larga al espacio de la tierra. Esto puede ser refinado en vertical a un modelo radiativos-convectivos adimensional, que considera dos procesos de transporte de energía:
- Transferencia radiativa subiendo y bajando a través de las capas de la atmósfera, absorbiendo y emitiendo radiación infrarroja en ambos casos.
- Transporte subida de calor por convección (especialmente importante en la parte baja de la troposfera).

Los modelos de radiación-convección tienen ventajas con respecto al modelo simple: pueden determinar los efectos de las variaciones en la concentración de gases de efecto invernadero sobre la eficacia de la emisión y por tanto la temperatura de la superficie. Pero los parámetros añadidos son necesarios para determinar la emisividad, el albedo y localizar los factores que mueven la energía sobre la tierra.

## Modelos de balance de energía
Alternativamente, el modelo adimensional puede expandirse horizontalmente para considerar la energía transportada horizontalmente en la atmósfera. Esta clase de modelo puede promediarse zonalmente. Este modelo tiene la ventaja de tener dependencia del albedo sobre la temperatura - los polos pueden tener hielo y el ecuador torridez - pero la pérdida de la verdadera dinámica significa que los transportes horizontales tienen que ser especificados.

## Modelos de sistema terráqueo de complejidad intermedia
Dependiendo de la naturaleza de las cuestiones preguntadas y las escalas de tiempo pertinentes, hay, por un lado modelos conceptuales (inductivos) y por el otro lado modelos de circulación generales (que funcionen a la máxima resolución espacial y temporal). Los modelos de complejidad intermedia, de sus siglas en inglés EMIC, reducen el salto entre ambos. Un ejemplo es el modelo Climber-3. Este modelo atmosférico es un modelo de 2,5 dimensiones estático-dinámico con 7,5º por 22,5º de resolución y un periodo de medio día; el océano es modelado con MOM3 con una malla de 3,75º por 3,75º con 24 niveles verticales.

## Modelos de Clima Global

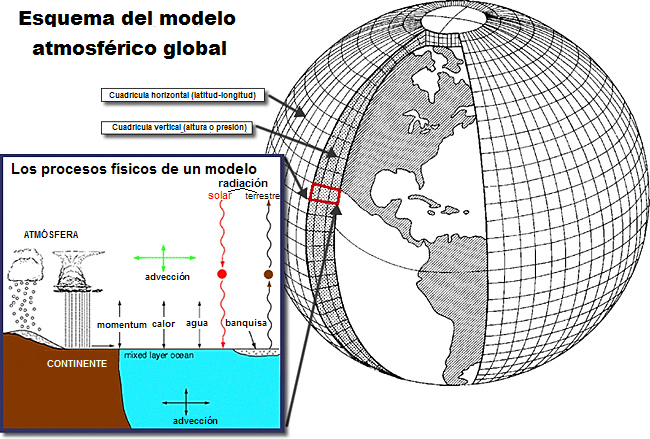
Los modelos climáticos son sistemas de ecuaciones diferenciales basados en las leyes básicas de la física, la dinámica de fluidos y la química. Para realizar un modelo, los científicos dividen el planeta en una parrilla tridimensional, aplican las ecuaciones y evalúan los resultados. Los modelos atmosféricos calculan vientos, transferencia de calor, radiación, humedad relativa e hidrología superficial en cada cuadrado de la parrilla y evalúan las interacciones entre puntos contiguos.

Los MCGs (en inglés GCM) en tres dimensiones (más bien en cuatro dimensiones) discretizan las ecuaciones para movimiento de fluidos y las integran en el tiempo. También contienen parametrizaciones de procesos - tales como convección - que se producen en escalas demasiado pequeñas para ser resueltas directamente.
El MCG atmosférico (MCGA) modela la atmósfera e impone la temperatura de la superficie del mar. Los modelos conjuntos atmosférico-oceánico (MCGAO, por ejemplo HadCM3, EdGCM, GFDL CM2.X, ARPEGE-Climat) combinan los dos tipos de modelos. El primer modelo de circulación general que combina los procesos atmosféricos y oceánicos fue desarrollado a finales de los 60 en el Laboratorio De Fluidos Geofísicos de Administración Nacional Oceánica y Atmosférica. Los MCGAOs representan el pináculo de la complejidad en los modelos climáticos y los procesos de internacionalización de tantos como sea posible. Son las únicas herramientas que podrían proporcionar las predicciones regionales del cambio climático futuro. Sin embargo, están todavía en desarrollo. Los modelos más sencillos son generalmente susceptibles a simples análisis y sus resultados son generalmente fáciles de entender. Los MCGAOs, por el contrario, suelen ser casi tan difícil de analizar como el verdadero sistema climático.
Las simulaciones más recientes muestran la “verosimilitud” de las mediciones de las anomalías de la temperatura durante los últimos 150 años, observando los cambios en los gases de efecto invernadero y los aerosoles, pero se logran mejores resultados cuando los efectos naturales también se incluyen.

## Modeladores climáticos
Un modelador climático es una persona que diseña, desarrolla, implementa, prueba o explota modelos climáticos. Existen tres grandes tipos de instituciones en las que se puede encontrar un modelador climático:
- En el servicio meteorológico local: la mayoría de los servicios meteorológicos nacionales tienen por lo menos una sección de la climatología.
- En la universidad local, si existe un departamento que se ocupa de alguna de las siguientes áreas: ciencias de la atmósfera, la meteorología, la climatología, o la geografía, entre otros.
- En laboratorios nacionales o internacional en los de investigación especializados en este ámbito, tales como el Centro Nacional de Investigación Atmosférica (NCAR en Boulder, Colorado, EE. UU.), Laboratorio de Dinámica de Fluidos Geofísicos (GFDL, en Princeton, Nueva Jersey, EE. UU.), el Centro Hadley para la Predicción del Clima y la Investigación (en Exeter, Reino Unido), o el Instituto Max Planck de Meteorología en Hamburgo, Alemania, por citar sólo algunos. El Programa Mundial de Investigaciones Climáticas (PMIC), ayudada por la Organización Meteorológica Mundial (OMM), coordina las actividades de investigación sobre la modelización del clima en todo el mundo.